# HMS Mohawk (1937)
HMS Mohawk – brytyjski niszczyciel z okresu II wojny światowej, typu Tribal, w służbie Royal Navy w latach 1938–1942. Nosił znaki taktyczne L31, F31, G31. Podczas wojny służył w kampanii norweskiej i na Morzu Śródziemnym, gdzie został zatopiony 16 kwietnia 1941 przez włoskie okręty, w bitwie pod Safakisem.
Za przebieg służby HMS „Mohawk” otrzymał 7 wyróżnień bitewnych (battle honours): Norwegia 1940, Kalabria 1940, Libia 1940, Morze Śródziemne 1940-41, bitwa koło przylądka Matapan 1941, konwoje maltańskie 1941, Sfax 1941.

## Budowa
Okręt zamówiono 10 marca 1936 w ramach programu budowy na 1935 rok i stępkę pod jego budowę położono 16 lipca 1936 w stoczni Thornycroft w Woolston (Southampton; w tej samej stoczni budowano bliźniaczy „Nubian”). Kadłub wodowano 15 października 1937, a okręt wszedł do służby w Royal Navy 7 września 1938. Był to jedenasty okręt noszący nazwę „Mohawk” (od plemienia Mohawków), m.in. po niszczycielu z I wojny św. Koszt budowy bez uzbrojenia i wyposażenia łączności wyniósł £339.585.

## Zarys służby
„Mohawk” wszedł do służby w składzie 4. Flotylli Niszczycieli Floty Śródziemnomorskiej stacjonującej na Malcie (do kwietnia 1939 noszącej nazwę 1. Flotylli Niszczycieli Tribal). W grudniu 1938 zmieniono mu numer taktyczny z L31 na F31.
W marcu 1939 uczestniczył w patrolach na wodach Hiszpanii, gdzie dobiegała końca hiszpańska wojna domowa. 23 marca uratował 5 lotników niemieckich z rozbitego samolotu pod Barceloną.

### Początek II wojny światowej
Tuż po wybuchu II wojny światowej, we wrześniu 1939 skierowany został na Morze Czerwone w celu kontrolowania ruchów włoskich statków koło włoskiego Somali (Włochy nie przystąpiły jeszcze wówczas do wojny). W pierwszej połowie października został przeniesiony na wody brytyjskie – do Floty Metropolii (Home Fleet), razem z 4. Flotyllą. Następnie niszczyciele flotylli głównie patrolowały i osłaniały konwoje na Morzu Północnym oraz działały z siłami głównymi floty, bazując w Scapa Flow.
16 października „Mohawk” został uszkodzony bliskimi wybuchami dwóch bomb podczas nalotu niemieckich bombowców Junkers Ju 88 z I./KG.30 na Firth of Forth. Od odłamków i z ran zginęło 13 członków załogi, w tym dowódca, a 30 zostało rannych (według innych źródeł, zginęło 16 członków załogi). Dowódca, kmdr por. Richard Jolly, mimo ciężkiej rany, doprowadził okręt 56 kilometrów do portu, za co pośmiertnie został odznaczony Empire Gallantry Medal. Okręt był następnie remontowany w stoczni Hawthorn Leslie w Hebburn do 14 grudnia. Po powrocie do służby, podczas patrolu 15 grudnia odholował uszkodzony na minie niszczyciel HMS „Kelly”.
„Mohawk” wziął udział w kampanii norweskiej w 1940. Tuż przed niemieckim atakiem na Norwegię, wieczorem 7 kwietnia wypłynął na patrol w rejonie Stavanger z krążownikami i niszczycielami brytyjskimi oraz polskimi, poszukując niemieckich okrętów, lecz bez kontaktu z nieprzyjacielem. Następnie 9 kwietnia wyruszył w eskorcie 4 krążowników, które miały zaatakować niemieckie okręty pod Bergen, lecz operacja została odwołana i okręty dołączyły do sił głównych Home Fleet, atakowane po drodze przez lotnictwo (zatopiono wówczas niszczyciel HMS „Gurkha”). W toku dalszych działań m.in. 13 maja był atakowany przez lotnictwo pod Ålesund, a 14 maja wspierał lądowanie pod Namsos (operacja Henry).
11 czerwca „Mohawk” (z HMS „Vansittart”) ewakuował dyplomatów i uchodźców z Holandii do Wielkiej Brytanii.

### Morze Śródziemne
15 czerwca „Mohawk” został przydzielony do 14. Flotylli Niszczycieli i przebazowany na Morze Śródziemne (z HMS „Jervis”, „Janus”, „Juno” i „Nubian”). 29 czerwca przybył do bazy w Aleksandrii, w skład Floty Śródziemnomorskiej. Znak burtowy zmieniono mu wówczas z F31 na G31.
„Mohawk” następnie brał udział w operacjach sił floty na wschodnim Morzu Śródziemnym, m.in. osłonie sił głównych i eskorcie konwojów. 9 lipca 1940 brał udział w bitwie koło przylądka Stilo z flotą włoską (bitwa pod Kalabrią). Pod koniec sierpnia wraz z „Nubian”" i „Janus” przebazowano go do Gibraltaru, w skład Zespołu H. Osłaniał stamtąd pancernik HMS „Valiant”, lotniskowiec „Illustrious” i krążowniki „Coventry” i „Calcutta” podczas ich przejścia do Aleksandrii (operacja Hats). 5 września powrócił z zespołem do Aleksandrii.
21 września wraz z niszczycielami „Janus”, „Jervis” i „Juno” bombardował Sidi Barrani. W nocy 12 listopada 1940 wraz z 3 krążownikami i"”Nubianem” uczestniczył w akcji zespołu X, zakończonej zatopieniem włoskiego konwoju 4 statków w rejonie Sazan. „Mohawk” przy tym uszkodził stary torpedowiec „Niccolò Fabrizi”.
Od 7 do 15 stycznia 1941 „Mohawk” brał udział w eskorcie sił głównych Floty Śródziemnomorskiej osłaniających konwoje na Maltę MW-5½, ME-5½ i ME-6 (operacja MC-4), w tym od 10 stycznia osłaniał konwój z zachodu WS-5A (operacja Excess). Podczas tego, 10 stycznia holował uszkodzony niszczyciel HMS "Gallant" i walczył z silnymi atakami lotnictwa. Od 20 do 24 marca osłaniał konwój na Maltę MW-6 (operacja MC-9). Brał następnie udział w bitwie pod Matapanem 28 marca 1941.
16 kwietnia 1941 „Mohawk” w składzie zespołu K (niszczyciele HMS „Nubian”, „Jervis” i „Janus”) wziął udział w bitwie z tzw. konwojem „Tarigo” pod Safakisem u wybrzeża Tunezji. Okręty brytyjskie zatopiły cały konwój pięciu statków i trzy włoskie niszczyciele eskorty: „Luca Tarigo”, „Baleno” i „Lampo”, jednakże HMS „Mohawk” został sam storpedowany przez „Luca Tarigo” i unieruchomiony. Zginęło przy tym 41 członków załogi, uratowano 168. Obezwładniony okręt został dobity artylerią HMS „Janus” w rejonie pozycji 34°56′N 11°42′E/34,933333 11,700000.
Dowódcy:
- 12. 07. 1938 – 16. 10. 1939†: Cdr. (kmdr por.) Richard Jolly
- 16. 10. 1939 – 19. 10. 1939: Lt. (kpt. mar.) Denis Hall-Wright (tymczasowy)
- 19. 10. 1939 – 16. 04. 1941: Cdr. (kmdr por.) John Eaton

## Dane
Szczegółowy opis i dane techniczne – w artykule niszczyciele typu Tribal (1936)

### Uzbrojenie
1939-1940:
- 8 dział kalibru 120 mm (4.7in) QF Mk XII na podwójnych podstawach CP Mk XIX, osłoniętych maskami (4xII)
  - długość lufy: L/45 (45 kalibrów), donośność maksymalna 15 520 m, kąt podniesienia +40°, masa pocisku 22,7 kg, zapas amunicji 300 pocisków na działo (w tym 50 oświetlających)
- 4 automatyczne działka przeciwlotnicze 40 mm Vickers Mk VIII pom-pom, poczwórnie sprzężone na podstawie Mk VII (1xIV)
  - długość lufy: L/39, donośność skuteczna w poziomie 3475 m, w pionie 1555 m, kąt podniesienia +80°, masa pocisku 0,907 kg,
- 8 wkm plot Vickers 12,7 mm, poczwórnie sprzężonych (2xIV)
- 4 wyrzutnie torpedowe 533 mm  QR Mk IX (1xIV) (4 torpedy Mk IX)
- 1 zrzutnia (na 3 bomby) i 2 miotacze bomb głębinowych (20 bomb głębinowych)

1940-1941
- 6 dział 120 mm (4.7in) QF Mk XII na podwójnych podstawach CP Mk XIX, osłoniętych maskami (3xII)
- 2 działa uniwersalne 102 mm Mk XVI na podwójnej podstawie Mk XIX, osłonięte maską (1xII)
  - długość lufy: L/45, donośność maksymalna 18 150 m, w pionie 11 890 m, kąt podniesienia +80°, masa pocisku 15,88 kg
- 4 automatyczne działka plot 40 mm Vickers Mk VIII pom-pom, poczwórnie sprzężone na podstawie Mk VII (1xIV)
- 8 wkm plot 12,7 mm Vickers (2xIV)
- 4 wyrzutnie torpedowe 533 mm QR Mk IX (1xIV) (4 torpedy Mk IX)
- 1 zrzutnia (na 3 bomby) i 2 miotacze bomb głębinowych (20 bomb głębinowych)

### Wyposażenie
- hydrolokator ASDIC
- system kierowania ogniem artylerii: główny dalmierz i punkt kierowania ogniem Mk I, 3,6-metrowy dalmierz i punkt kierowania ogniem przeciwlotniczym Mk II (na nadbudówce dziobowej)